# Zkušební doba
Zkušební doba je dohodnuté nebo jinak právně vymezené období, během něhož lze vypovědět sjednaný právní vztah nebo odejmout udělené povolení.
V pracovním právu může být sjednána nejpozději v den vzniku pracovního poměru, tedy v den, který byl dohodnut jako den nástupu do práce. Je možné ji sjednat rovněž v souvislosti se jmenováním na vedoucí pracovní místo. Musí být dohodnuta písemně, jinak je neplatná. Nesmí být delší než tři měsíce od jeho vzniku, nemůže být dodatečně prodlužována, automaticky se však prodlužuje o dobu překážek v práci (pracovní neschopnost, mateřská dovolená apod.). Současně nesmí být sjednána delší zkušební doba, než je polovina sjednané doby trvání pracovního poměru.
Příklad: Délka trvání pracovního poměru se sjedná na dobu 4 měsíců, zkušební doba tak nemůže být delší 2 měsíců.
Ve zkušební době může pracovní poměr písemně zrušit zaměstnavatel i zaměstnanec z jakéhokoliv důvodu i bez uvedení důvodu. Zaměstnavatel tak však nemůže učinit v době prvních 14 kalendářních dnů trvání dočasné pracovní neschopnosti (karantény) zaměstnance. V období od 1. ledna 2012 do 31. prosince 2013 tak nemohl učinit ani v době prvních 21 kalendářních dnů trvání dočasné pracovní neschopnosti (karantény) zaměstnance.